# 貝爾維尤宮
貝爾維尤宮（德語：Schloss Bellevue；Bellevue来自法语，发音为[bɛlˈvy]，意为“美景”）是位於德國首都柏林的一座宮殿建築，現為德國總統府。

## 历史
貝爾維尤宮修建於1786年，最初是普魯士國王腓特烈二世的幼弟奧古斯特·斐迪南的府邸，為德國首座新古典主義風格的建築，後來於1843年被國王腓特烈·威廉四世繼承。1865年亞歷山德琳公主嫁給梅克倫堡-施威林的威廉公爵以後，這裡成為她的住所。威廉二世曾在這裡接待貴賓，并且開設私人學校來教育他的孩子。1928年普魯士自由邦將其買下並開設博物館，1938年又被納粹黨買下用以招待國賓。二戰期間曾遭到嚴重轟炸並在柏林戰役中也遭到損壞。在1950年代和1986年至1987年期間，貝爾維尤宮曾大規模翻新。自1994年以來，貝爾維尤宮成為德國的總統府，而總統本人則以位於達勒姆的武爾姆巴赫別墅為住所。1998年貝爾維尤宮的花園內新建了一棟圓形建築，作為總統府辦公廳的工作場所。2004年至2005年期間，貝爾維尤宮再次翻新。

## 外部連結
- Official Website （页面存档备份，存于）
- Berlin Tourism
- Panoramas and other images of the Schloss Bellevue in Berlin
- Bundeswehr - Großer Zapfenstreich 1/4 （页面存档备份，存于）, the Großer Zapfenstreich ceremony for the President of Germany at Bellevue.

52°31′03″N 13°21′12″E / 52.51750°N 13.35333°E